# Дома Госпромурала

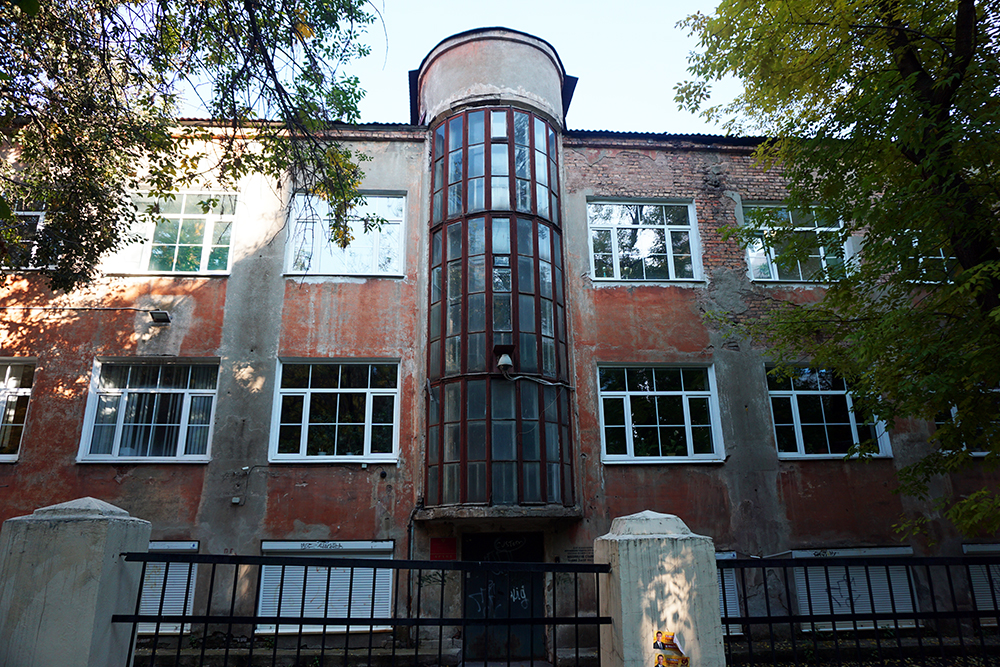
Бывшие ясли

Дома Госпромурала (Дом Тяжпромурала) — два комплекса жилых домов в стиле конструктивизма, построенные в 1930—1937 годах (архитекторы Г. П. Валенков, А. Б. Горшков, Е. Н. Коротков), в 1974 признанные историко-архитектурным памятником. Расположены на проспекте Ленина, 52 и 54 в Екатеринбурге. Изначально представляли собой дома-коммуны с многочисленными жилыми корпусами различной планировки и зданиями социальной инфраструктуры. Объект культурного наследия федерального значения.

## Комплекс по проспекту Ленина, 52
Для объемно-пространственной композиции комплекса характерны симметричность, регулярность и отсутствие ярко выраженных композиционных акцентов.
Все 8 жилых домов комплекса числятся сданными в 1933 году. Нумерация квартир в комплексе сплошная, начинается от 1 корпуса к 4 и далее от 1А к 4А, отличается запутанностью, когда номера трёхкомнатных квартир на одном этаже идут последовательно, несмотря на то, что находятся в разных подъездах, вследствие чего, квартира меньшего номера может оказаться выше этажом, чем квартира большего номера.
В первом (торцевом) подъезде каждого дома был запланирован лестничный марш с «колодцем» посредине, в 1960-е годы в них были установлены пассажирские лифты, на которых можно подняться к трёхкомнатным квартирам только этого подъезда и ко всем этажам с коридорной системой комнат. Высота потолков квартир и комнат колеблется в пределах 2,65—2,85 м, перекрытия — деревянные.
В 4-подъездных корпусах 2, 2А и 3, 3А на 3-м и 5-м этажах коридорная (с одной стороны коридора комнаты по 17—18 м², с другой — секции на две комнаты по 27—28 м²) система, с общими на этаж туалетами и душевыми, а на 2-м, 4-м и 6-м этажах — по две небольшие трёхкомнатные по 54-60 м² (в торцевых подъездах трёх- и четырёкомнатные) квартиры в одном подъезде. В одноподъездных корпусах 1, 1А и 4, 4А, выходящих на улицы Сони Морозовой и Бажова, трёхкомнатные двухуровневые квартиры площадью 66—73 м², занимающие 1—2-й, 3—4-й или 5—6-й этажи каждая, вход в квартиры осуществляется из общих коридоров, расположенных через один этаж (на 1-м, 3-м, 5-м этажах).
На главный проспект города — проспект Ленина — дома Госпромурала выходят торцами, а не парадными фасадами, демонстрируя популярный в начале 1930-х годов принцип строчной застройки. Торцы зданий «приподняты» на колоннах, в них находятся входы в подъезды № 1.
Эти дома объединены трёхэтажным корпусом поликлиники (к марту 2021 поликлиника переехала в новое здание на Декабристов, 15, корпус отдан Музею истории Екатеринбурга, его планируется отреставрировать за 5-7 лет). В пространстве между корпусами располагаются зелёные зоны, между корпусами 2 и 3 находится ныне неработающий фонтан.
Внутреннее пространство корпусов разрабатывалось как сочетание нескольких вариантов планировки: поликлиники и детского сада — по коридорному типу, во внешних корпусах квартала — квартиры в двух уровнях, во внутренних — коридорная система сочетается с секционной. Система дворов-садов представлялась продолжением жилых помещений и активно включалась в жизнь населения квартала как место коллективного отдыха, спортивных игр и развлечений.
В 1935 году имелся управляющий (управдом) с помощником, начальник службы снабжения, партколлектив, три домоуправления (трёх групп домов соответственно), ж.-д. тупик на углу улиц Малышева и Обсерваторской (Бажова), конный двор на углу Бажова и Решетникова, строился клуб, существовала и швейцарская.
В 1936 году были построены и социальные объекты (детский сад, ясли, прачечная), располагавшиеся в сооружениях, соединивших все жилые корпуса между собой. Этот комплекс является одним из крупнейших среди домов-коммун, построенных в СССР. Из-за оригинальной планировки (хорошо видной с воздуха) дома Госпромурала в Екатеринбурге иногда называют «домами-расчёсками».
В 1941 году сдан пристроенный к корпусам 1А—4А трёхэтажный корпус Б с трёхкомнатными квартирами.
В одном из этих корпусов жил в 1930-е годы знаменитый разведчик Н. И. Кузнецов.

## Комплекс по проспекту Ленина, 54
Дома этого комплекса имеют декоративные элементы — карнизы, лепные изображения серпа и молота, молота и шестерёнки, балконные перила. 4 и 5 корпуса являются единственными жилыми зданиями всего комплекса, которые не соединены с другими жилыми домами, что свидетельствует о переходе от конструктивизма к неоклассицизму.
6-этажные корпуса 1 (на углу с улицей Мичурина, с двухуровневым 3-комнатными квартирами), 2 (7-этажный), 5 (по ул. Бажова) сданы в 1932, 3 — в 1936, 4 (по улице Мичурина) — в 1937 году. А также жилой 2-этажный корпус с номером 54 (или 54А, сдан в 1934). Нумерация квартир также сплошная по нарастающей во всем комплексе и менее запутана, чем в комплексе под № 52, однако на одной лестничной площадке могут быть квартиры, номера которых отличаются на десяток; распространены двойные номера в одной квартире (например 185-186, 319-321). На некоторых этажах, например, в корпусе 2, также есть коридорная система. В некоторых подъездах корпусов 1, 2 и 5 есть лифты. Высота потолков около 2,75–2,85 м. Во дворе между корпусами 4 и 5 расположено трёхэтажное общежитие "Д" Уральского государственного горного университета.